# Patrick Lalime
Patrick Lalime (* 7. července 1974 St. Bonaventure, Québec) je sportovní komentátor a bývalý kanadský hokejový brankář.

## Hráčská kariéra
Svoji kariéru započal v NHL v týmu Pittsburgh Penguins, kterému se měl stát oporou na několik let, ovšem vedení Pittsburghu se rozhodlo jinak a výměnou poslalo Patricka do týmu Ottawa Senators, kde prožil zatím nejúspěšnější část své dosavadní kariéry na brankářském postu v NHL. Ottawa Senators se mu stala po tři sezóny (2001–02, 02–03, 03–04) místem, kde naplno uplatňoval svůj talent. Udržel při každé sezoně průměr obdržených branek pod 2,5 a měl úspěšnost vyšší než 90 %. Především díky němu se Ottawě podařilo vyhrát prezidentskou trofej a udržet solidní postup při playoff, kde proti favorizovanému soupeři Philadelphii Flyers třikrát vychytal nulu. V sezóně 2003–04 ovšem proti Torontu vyhořel a Ottawa se rozhodla angažovat brankáře Dominika Haška (ten sice zvládl svoji situaci více než dobře, ale jeho setrvání v týmu bylo krátké a ottawští fanoušci vzpomínají na časy kdy v bráně stál Lalime). Stal se jedním z propagátorů chytání stylu „Butterfly“ (motýlek). Po této sezoně byl angažován v týmu St. Louis Blues, kteří s ním počítali s jakousi záchranou do příštích let, ovšem Patrick zřejmě hůře nesl svůj nucený odchod z Ottawy a nepodával dostatečné výkony a s průměrem více než tří branek za zápas nakonec uvolnil místo prvního brankáře pro Curtise Sanforda. Následující sezonu byl angažován týmem Chicago Blackhawks, kde měl sekundovat ruskému brankáři Nikolaji Chabibulinovi, ale při posilování si zranil ploténku, podstoupil operaci a v sezoně 2006–07 po důkladné rehabilitaci osvědčil své umění na farmě v Norfolk Admirals.
7. února roku 2007 Lalime debutoval za Chicago Blackhawks, kdy zastavil celkem 34 střel a proti týmu Vancouver Canucks vychytal nulu (3–0). Jeho průměr do konce sezóny činil 3,07 a 89,6% úspěšnosti zásahů. Díky tomuto přesvědčivému výkonu podepsal s Blackhawks smlouvu na další rok v hodnotě 950 tisíc dolarů.
1. července roku 2008 však Lalime již podepisuje smlouvu s týmem Buffalo Sabres a to na dva roky za 2 miliony dolarů a výměnou za Ryana Millera. V první sezóně za Sabres Lalime zaznamenal průměr 3,10 gólů na zápas.
Dne 20. července 2011 ukončil hráčskou kariéru a stal se analytikem televizního vysílání Ottawa Senators na stanici RDS. Během sezóny 2011–12 doplňoval svým analytickým komentářem celkem 15 zápasů Ottawy ve francouzštině a podílel se i na dalších hokejových akcích.
V roce 2014 opustil RDS a stal se hlavním NHL analytikem pro stanici TVA Sports.

## Ocenění a úspěchy
- 1996/1997 NHL All-Rookie Team

## Statistiky

### Statistiky v základní části
| 1991-92                | Shawinigan Cataractes | QMJHL       | 6   | 5.54 | 79,7 | 1   | 2   | 25   | 98    | 0  | 271    |
| 1992-93                | Shawinigan Cataractes | QMJHL       | 44  | 4.59 | 86,7 | 10  | 26  | 191  | 1240  | 0  | 2498   |
| 1993-94                | Shawinigan Cataractes | QMJHL       | 48  | 4.15 | 87,6 | 22  | 20  | 188  | 1333  | 1  | 2718   |
| 1996-97                | Pittsburgh Penguins   | NHL         | 39  | 2.95 | 91,3 | 21  | 12  | 101  | 1065  | 3  | 2058   |
| 1999-00                | Ottawa Senators       | NHL         | 38  | 2.33 | 90,5 | 19  | 14  | 79   | 755   | 3  | 2038   |
| 2000-01                | Ottawa Senators       | NHL         | 60  | 2.35 | 91,4 | 36  | 19  | 141  | 1499  | 7  | 3607   |
| 2001-02                | Ottawa Senators       | NHL         | 61  | 2.48 | 90,3 | 27  | 24  | 148  | 1373  | 7  | 3583   |
| 2002-03                | Ottawa Senators       | NHL         | 67  | 2.16 | 91,1 | 39  | 20  | 142  | 1449  | 8  | 3943   |
| 2003-04                | Ottawa Senators       | NHL         | 57  | 2.29 | 90,5 | 25  | 23  | 127  | 1207  | 5  | 3324   |
| 2005-06                | St. Louis Blues       | NHL         | 31  | 3.64 | 88,1 | 4   | 18  | 103  | 765   | 0  | 1699   |
| 2005-06                | Peoria Rivermen       | AHL         | 14  | 2.86 | 90,3 | 6   | 6   | 38   | 352   | 1  | 798    |
| 2006-07                | Chicago Blackhawks    | NHL         | 12  | 3.07 | 89,6 | 4   | 6   | 33   | 284   | 1  | 645    |
| 2006-07                | Norfolk Admirals      | AHL         | 4   | 2.49 | 93,0 | 3   | 1   | 10   | 132   | 0  | 241    |
| 2007-08                | Chicago Blackhawks    | NHL         | 32  | 2.82 | 89,7 | 16  | 12  | 86   | 749   | 1  | 1828   |
| 2008-09                | Buffalo Sabres        | NHL         | 24  | 3.10 | 90,0 | 5   | 13  | 67   | 602   | 0  | 1296   |
| 2009-10                | Buffalo Sabres        | NHL         | 16  | 2.81 | 90,7 | 4   | 8   | 40   | 392   | 0  | 853    |
| 2009-10                | Portland Pirates      | AHL         | 2   | 2.91 | 91,4 | 0   | 1   | 6    | 64    | 0  | 124    |
| 2010-11                | Buffalo Sabres        | NHL         | 7   | 2.96 | 89,0 | 0   | 5   | 18   | 145   | 0  | 365    |
| NHL celkově            | NHL celkově           | NHL celkově | 444 | 2.58 | 90,5 | 200 | 174 | 1085 | 10285 | 35 | 25 239 |
| AHL celkově            | AHL celkově           | AHL celkově | 20  | 2.79 | 91,0 | 9   | 8   | 54   | 548   | 1  | 1163   |
| Konec hokejové kariéry |                       |             |     |      |      |     |     |      |       |    |        |

### Statistiky v play off
| 1993-94     | Shawinigan Cataractes | QMJHL       | 5  | 6.73 | 79,3 | 1  | 3  | 25 | 96  | 0 | 223  |
| 2000-01     | Ottawa Senators       | NHL         | 4  | 2.39 | 89,9 | 0  | 4  | 10 | 89  | 0 | 251  |
| 2001-02     | Ottawa Senators       | NHL         | 12 | 1.39 | 94,6 | 7  | 5  | 18 | 314 | 4 | 778  |
| 2002-03     | Ottawa Senators       | NHL         | 18 | 1.82 | 92,4 | 11 | 7  | 34 | 415 | 1 | 1122 |
| 2003-04     | Ottawa Senators       | NHL         | 7  | 1.96 | 90,6 | 3  | 4  | 13 | 126 | 0 | 398  |
| NHL celkově | NHL celkově           | NHL celkově | 41 | 1.77 | 92,6 | 21 | 20 | 75 | 944 | 5 | 2549 |